# Jatropha lagarinthoides
Jatropha lagarinthoides är en törelväxtart som beskrevs av Otto Wilhelm Sonder. Jatropha lagarinthoides ingår i släktet Jatropha och familjen törelväxter. Inga underarter finns listade i Catalogue of Life.